# 孔潘
孔潘（法語：Compains，法語發音：[kɔ̃pɛ̃]）是法国多姆山省的一个市镇，属于伊苏瓦尔区。

## 地理
孔潘（45°26'29"N, 2°55'40"E）面积50.16 平方千米，位于法国奥弗涅-罗讷-阿尔卑斯大区多姆山省，该省份为法国中南部省份，北起阿列省接壤，东临卢瓦尔省，南至上盧瓦爾省和康塔爾省，西接科雷兹省和克勒兹省。
与孔潘接壤的市镇（或旧市镇、城区）包括：贝斯和圣阿纳斯泰斯、埃格利斯讷沃-当特赖格、埃斯潘沙勒、拉戈迪韦勒、罗什夏尔-拉迈朗、圣阿利尔-埃斯蒙塔涅、瓦尔伯莱。

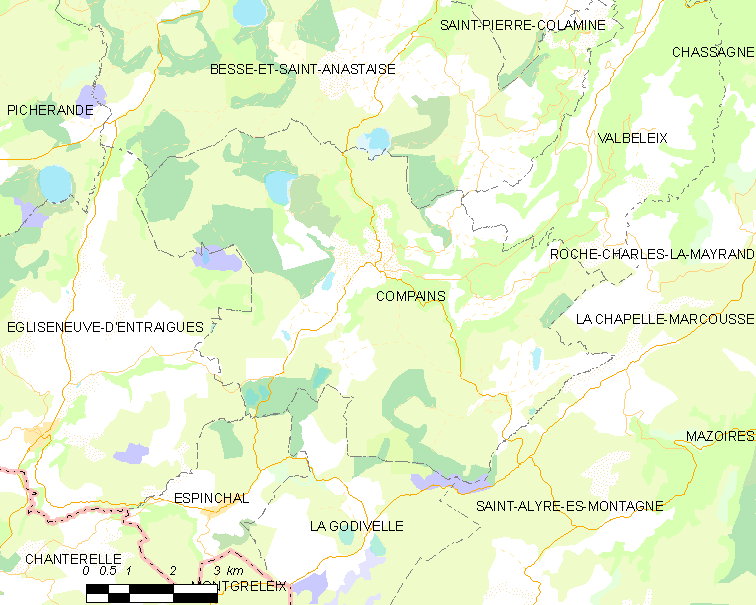
孔潘的OSM定位图

孔潘的时区为UTC+01:00、UTC+02:00（夏令时）。

## 行政
孔潘的邮政编码为63610，INSEE市镇编码为63117。

## 政治
孔潘所属的省级选区为勒桑西县。

## 人口

1962-2008年间孔潘人口变化图示

孔潘于2022年1月1日时的人口数量为126人。